# 阙丘增一
阙丘增一（麒麟座24），又名BD+00 1871，HD 56003、SAO 134414、HR 2744，是麒麟座的一颗恒星，视星等为6.41，位于銀經215.81，銀緯5.24，其B1900.0坐标为赤經7h 10m 12.3s，赤緯+0° 5.24′ 44″。